# Apresentação de Nossa Senhora

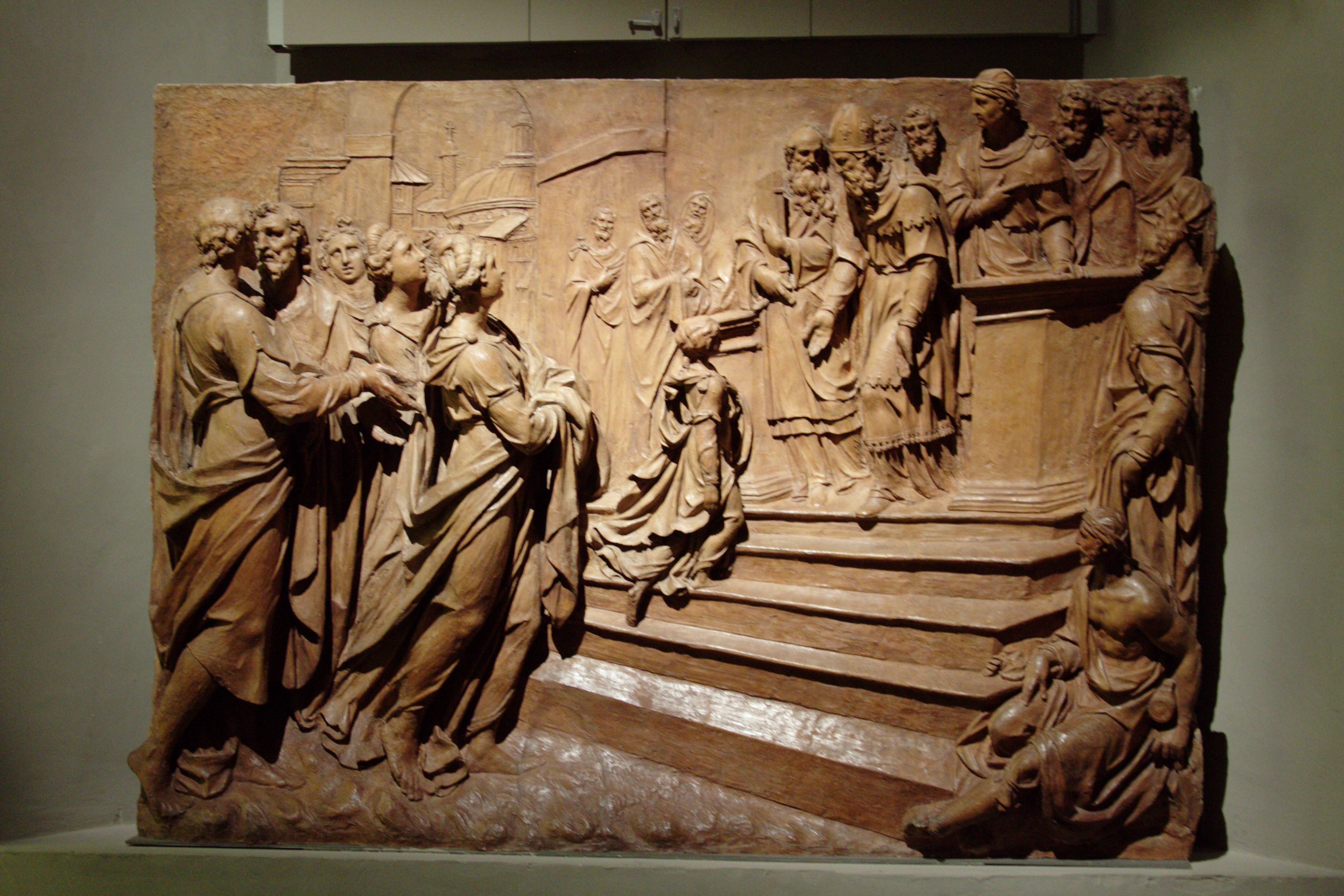
Jovem Maria apresentada ao Templo.
No Museu do Palácio Real de Milão

A Apresentação da Virgem Maria (no ocidente) ou A Entrada da Mais Sagrada Thetokos no Templo (no oriente) são nomes de uma festa litúrgica celebrada pela Igreja Católica, inclusive as de tradição oriental, e pela Igreja Ortodoxa.
A festa está associada com um evento que não está relatado no Novo Testamento, mas no apócrifo Evangelho de Tiago. De acordo com o relato, os pais da Virgem Maria, Joaquim e Ana, que não podiam ter filhos, receberam uma mensagem de que teriam um filho. Como agradecimento pela graça da filha que lhes veio, eles a levaram ainda pequena para o Templo em Jerusalém para consagrá-la a Deus. Versões posteriores da história (como no Evangelho de Pseudo-Mateus e no Evangelho da Natividade de Maria) nos contam que Maria foi levada para o Templo com cerca de três anos de idade para cumprir uma promessa. A tradição conta que ela permaneceu ali para se preparar para o seu futuro papel como Mãe de Deus (Teótoco em grego).
Na tradição oriental, esta é uma das datas nas quais se batizam as meninas nascidas com o nome de Maria (Μαρία).

## História

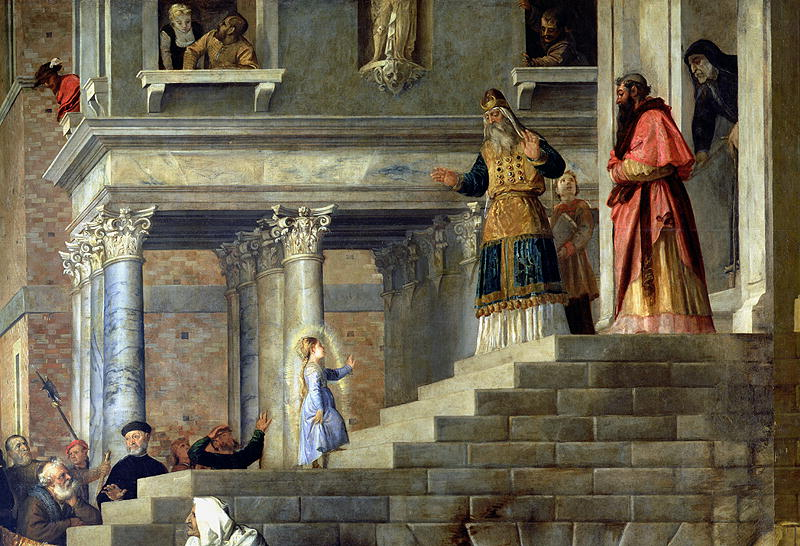
A Apresentação da Virgem Maria por Ticiano (1534-38, Galeria dell'Accademia, Veneza).

O relato da apresentação da Virgem Maria no Templo se baseia principalmente no Evangelho de Tiago, que tem sido datado pelos historiadores em por volta de 200 d.C. A história relata que para agradecer o nascimento da filha Maria, Joaquim e Ana decidiram consagrá-la a Deus e a levaram, aos três anos, para o Templo em Jerusalém. A apresentação de Maria traça paralelos com a do profeta Samuel, cuja mãe, Ana (Hannah), como Ana, também acreditava ser estéril e ofertou o filho como presente a Deus em Siló.
Maria permaneceu no Templo até os doze anos, quando foi confiada a José, seu novo guardião. De acordo com a tradição copta, Joaquim morreu quando Maria tinha seis anos de idade e sua mãe, quando ela tinha oito. Ainda que sem nenhum fundamento histórico, a tradição serve para demonstrar que Maria, mesmo na infância, já estava completamente dedicada a Deus. É deste relato que que surgiu a festa da Apresentação de Maria.

## Festa
A festa teria surgido como resultado da dedicação da Basílica de Santa Maria, a Nova, construída em 543 pelos bizantinos e patrocinada pelo imperador Justiniano I perto do local do arruinado Templo de Jerusalém. Esta basílica foi destruída pelos persas sassânidas de Cosroes II após a conquista de Jerusalém em 614. A primeira celebração da festa documentada em um calendário é a menção à "Εἴσοδος τῆς Παναγίας Θεοτόκου" ("Entrada da Mais Sagrada Teótoco" [no Templo]) no Menológio de Basílio II, um menológio do século XI do imperador Basílio II Bulgaróctono.
A festa continuou a ser celebrada por todo o oriente, com ocorrências também em mosteiros do sul da Itália no século IX e foi introduzida na nova capela papal em Avinhão em 1372 por decreto do papa Gregório IX. Ela finalmente foi incluída no Missal Romano em 1472, mas acabou suprimida por Pio V em 1568 e, por isso, não aparece no Calendário tridentino. O papa Sisto V reintroduziu-a no calendário romano em 1585 e Clemente VIII fez dela uma festa dupla maior em 1597. Ela continua como um memória no Calendário Romano Geral.

## Celebração litúrgica
A Igreja Ortodoxa comemora a Apresentação de Maria em 21 de novembro como uma de suas Doze Grandes Festas. Para as igrejas que ainda seguem o calendário juliano, a data cai em 4 de dezembro. Contudo, independente disto, ela sempre cai durante o Jejum da Natividade mas, no dia da festa, as regras do jejum são flexibilizadas para que peixe, vinho e óleo possam ser consumidos.
Para a Igreja Católica, no dia da Apresentação de Maria, "nós celebramos a dedicação de si própria que Maria fez a Deus desde a sua tenra infância sob a inspiração do Espírito Santo, que preencheu-a com sua graça...". O papa Paulo VI, em sua encíclica de 1974, Marialis Cultus, escreveu que "apesar de seu conteúdo apócrifo, [a história da Apresentação] apresenta elevados e exemplares valores e avança veneráveis tradições de origem nas igrejas orientais".
As três festas do Nascimento, Santo Nome de Maria e a Apresentação no Templo correspondem, no ciclo mariano, com as três primeiras festas do ciclo de Jesus, o Nascimento de Jesus (Natal), o Santo Nome de Jesus e a Apresentação de Jesus no Templo. O dia 21 de novembro é também um dia Pro Orantibus, um dia de oração para as freiras enclausuradas "totalmente dedicadas a Deus em oração, silêncio e retiro". 

## Legado
A Basílica de São Pedro contém uma "Cappella della Presentazione", com um altar dedicado a São Pio X.
As Irmãs da Apresentação, também conhecidas como "Irmãs da Apresentação da Abençoada Virgem Maria", um instituto religioso para mulheres católicas romanas, foi fundado em Cork, na Irlanda, por Nagle en 1775. A congregação das "Irmãs da Apresentação de Maria", dedicada à educação dos jovens, foi fundada em 21 de novembro de 1796 em Thueyts, na França, por Marie Rivier.

## Na arte
As representações ocidentais geralmente se concentram na figura sozinha da jovem Maria subindo os degraus do Templo, tendo deixado para trás os pais e subindo na direção do sumo sacerdote e de outras pessoas no Templo. O tema também é uma das cenas habituais nos ciclos maiores sobre a Vida da Virgem, embora ele não seja geralmente uma das cenas mostradas nos livros de horas.

## Galeria

Apresentação de Maria
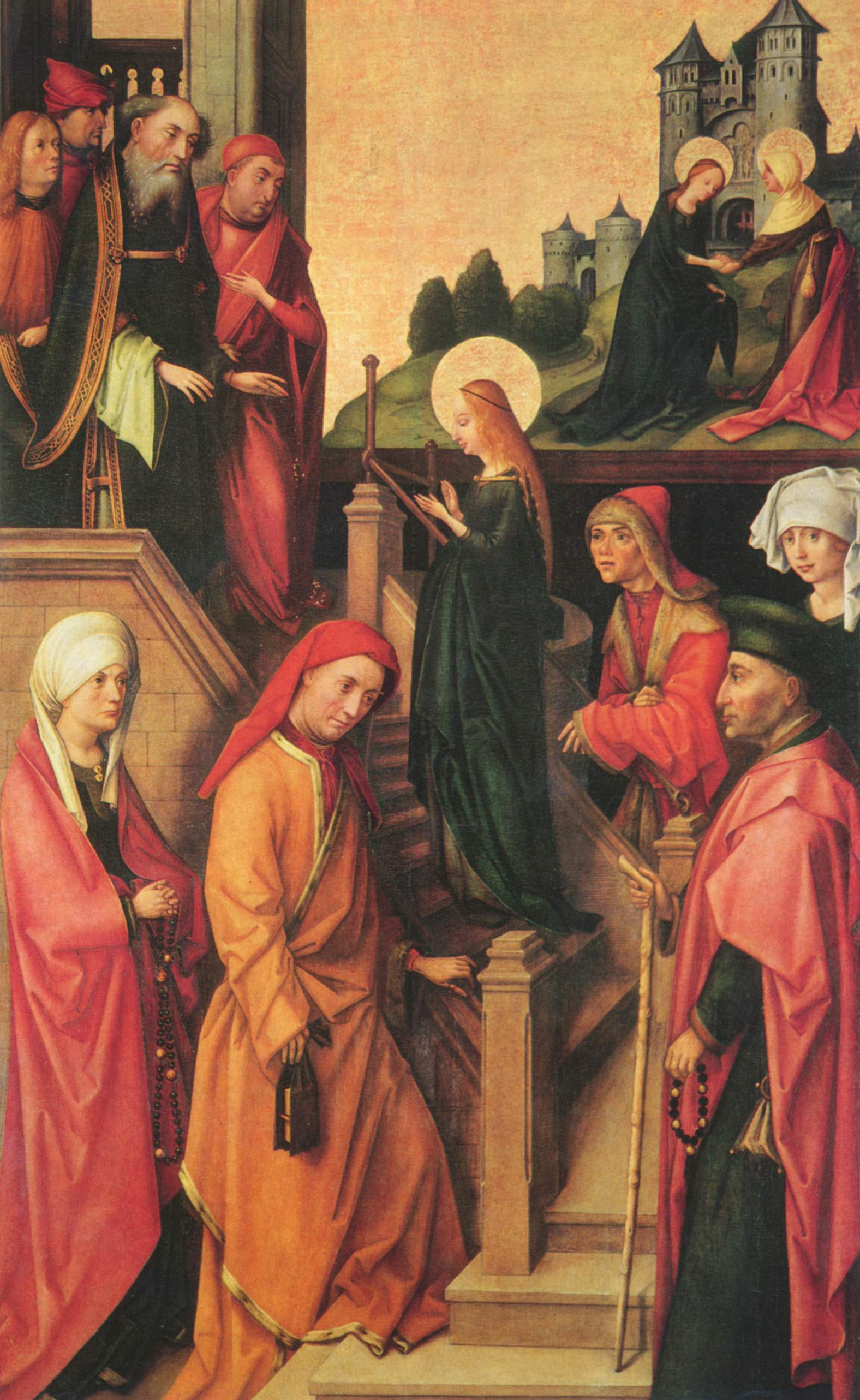
Hans Holbein, o Velho, 1493.
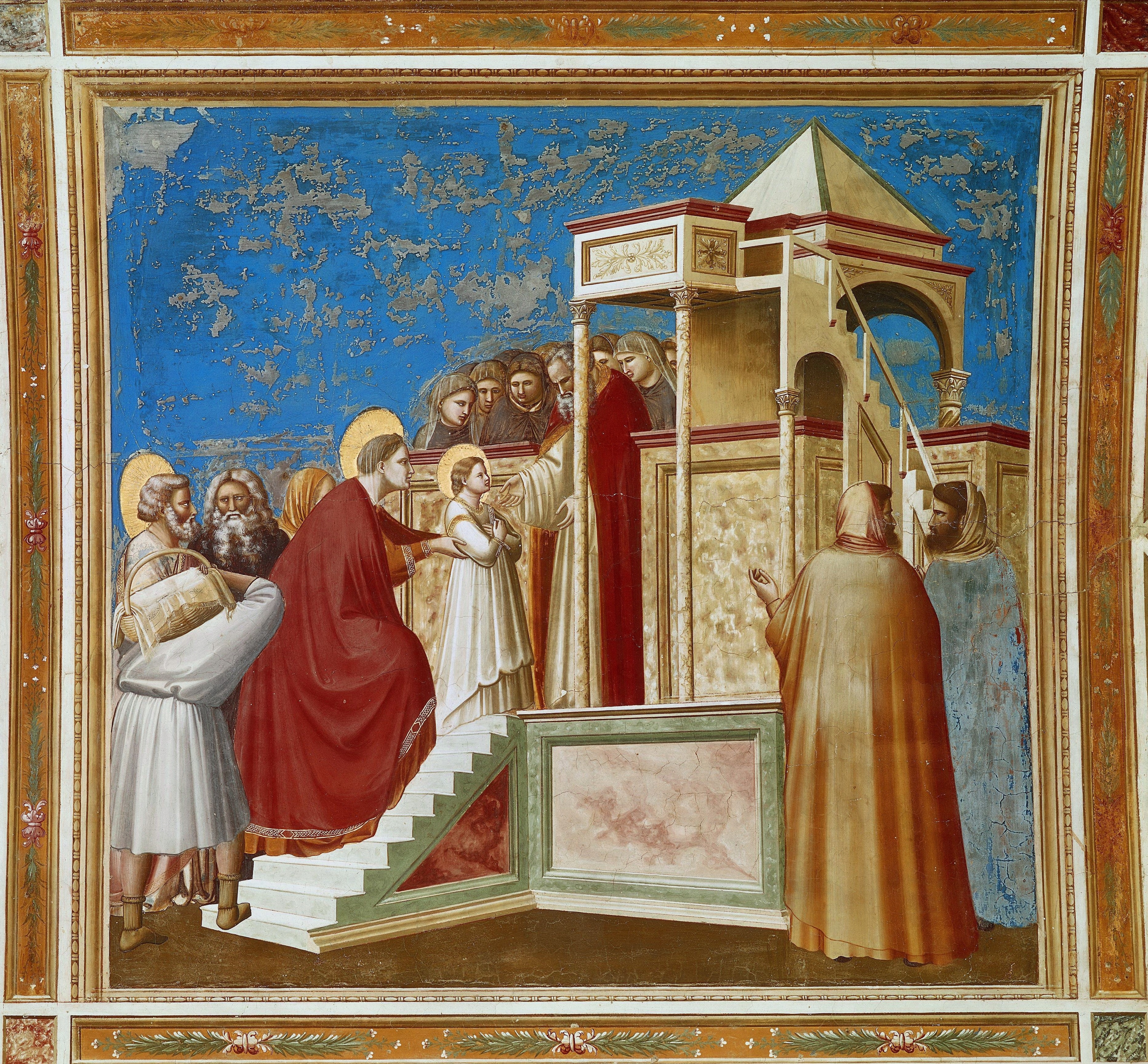
Giotto, Capella degli Scrovegni, século XIV.
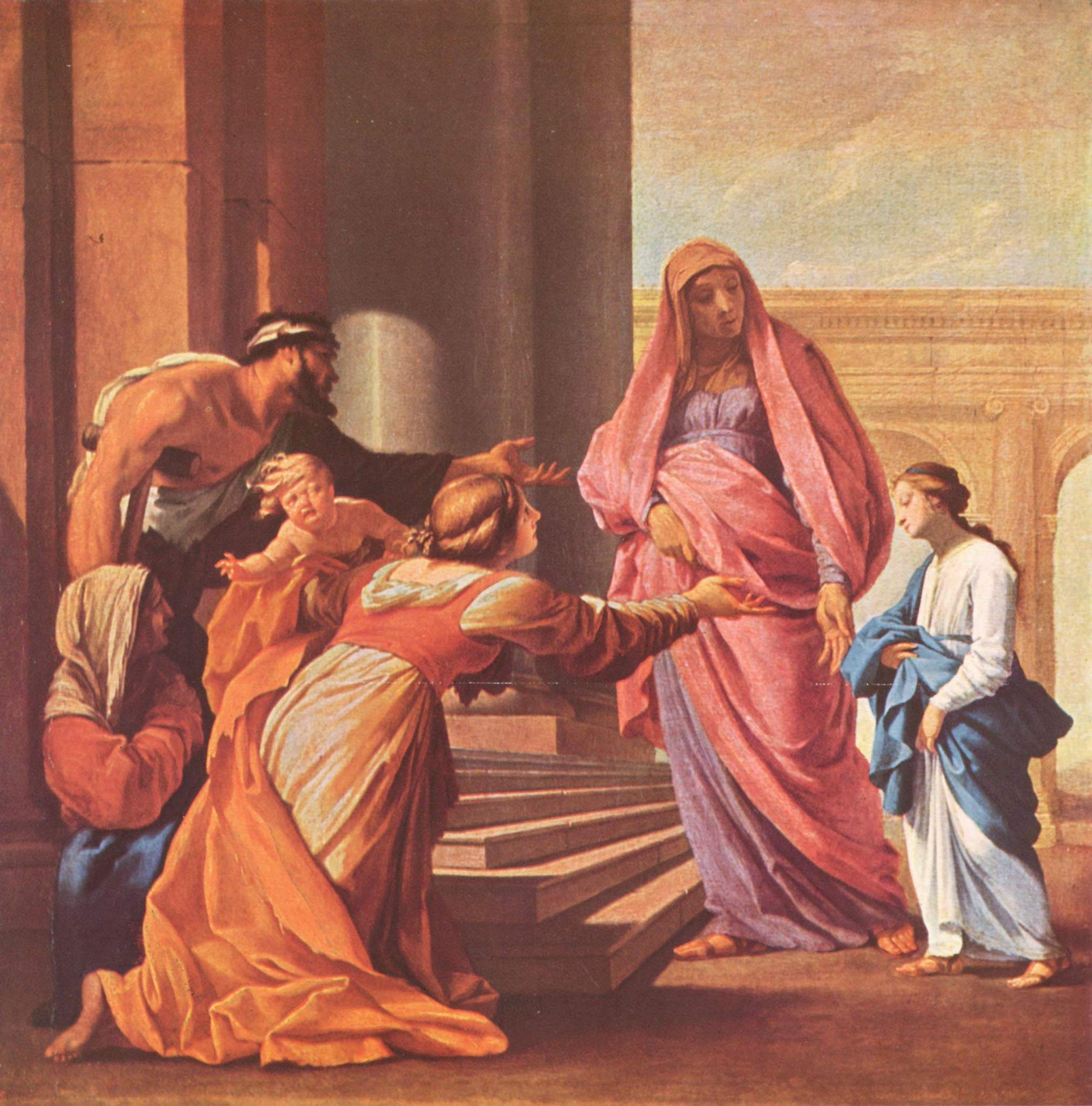
Eustache Le Sueur, 1640-1645.
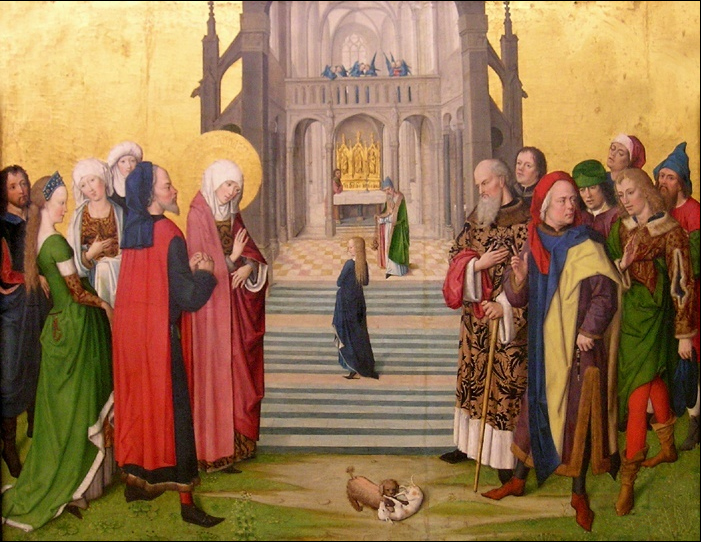
Mestre de Wilten, século XV.
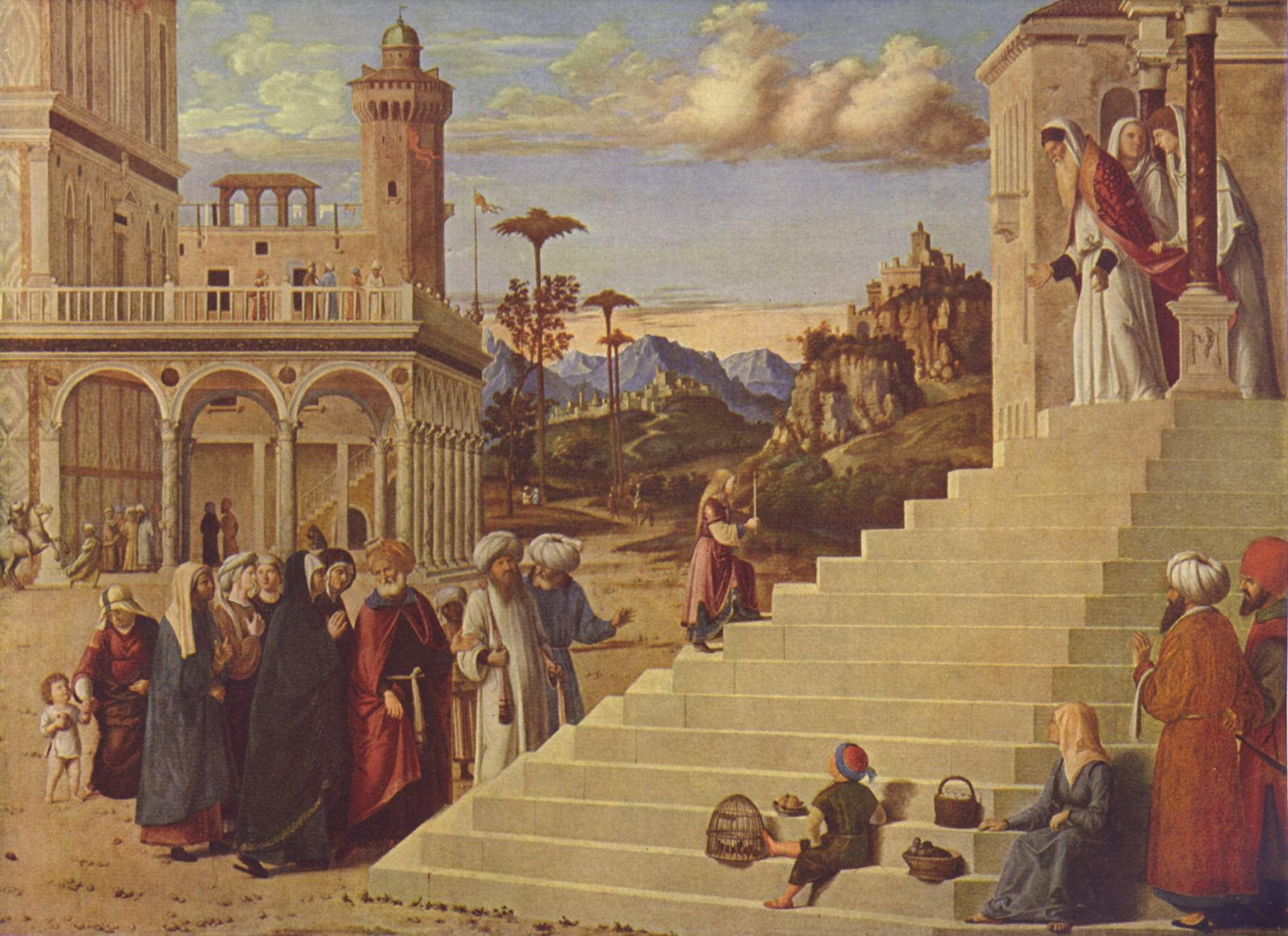
Cima da Conegliano, c. 1500.
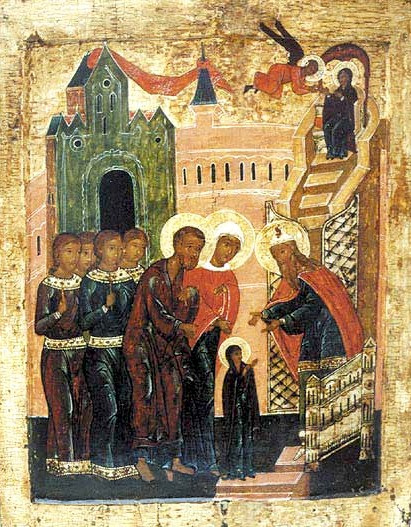
Entrada da Mais Sagrada Teótoco no Templo, ícone russo, século XVI.
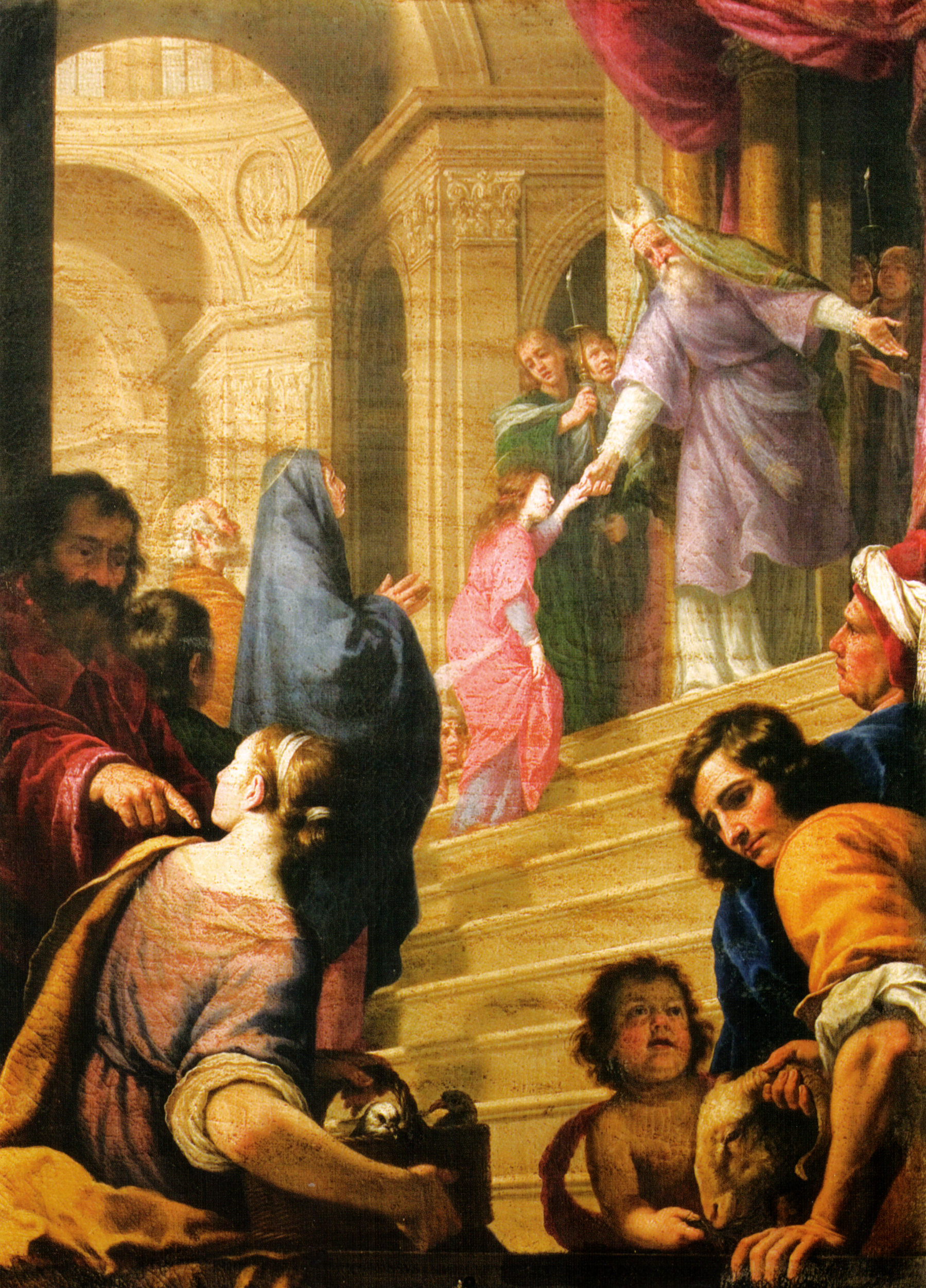
Alfonso Boschi, século XVII.
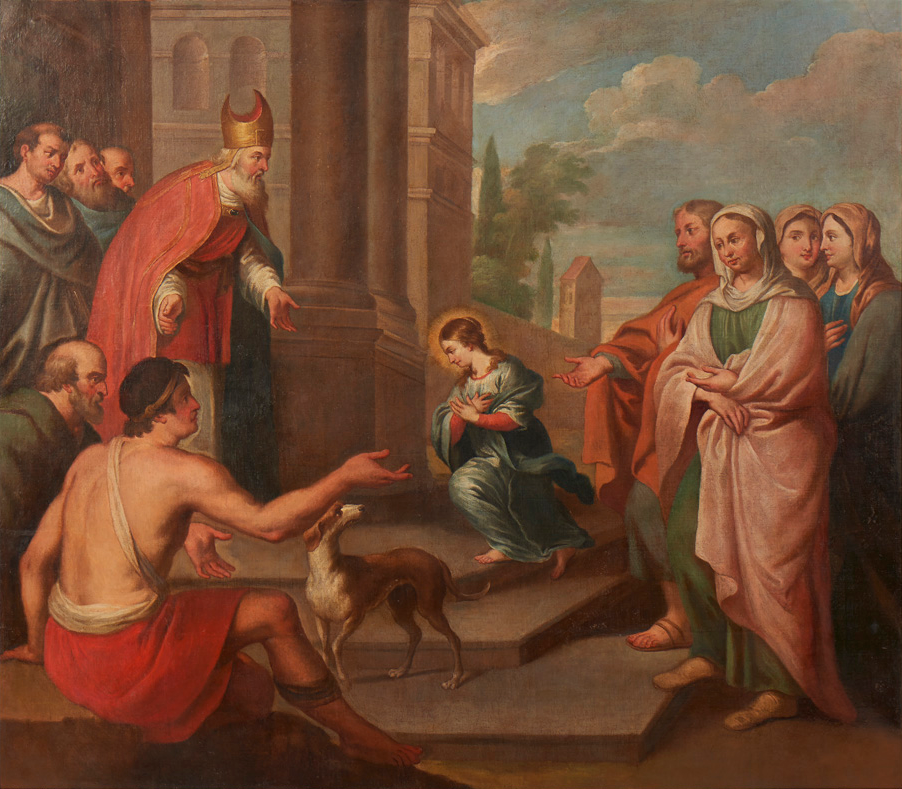
Escola Portuguesa, século XVIII.